# Passiflore (film)
Pour plus de détails, voir Fiche technique et Distribution.
Passiflore (I Love You) est un film américain réalisé par Walter Edwards, sorti en 1918.

## Synopsis
Felice, une jeune paysanne vivant près de Florence, est si jolie que les villageois l'appellent Passiflore. Jules Mardon, un artiste français en voyage en Italie pour sa santé, fait son portrait et gagne son amour. Toutefois, dès le tableau terminé, il l'abandonne et retourne à Paris, où ce tableau lui apporte la gloire et la richesse. Le riche Armand de Gautier tombe amoureux du portrait, achète le tableau, et part en Italie à la recherche du modèle. Il lui déclare son amour et l'épouse.
Plusieurs années après la naissance de leur enfant, Armand commande à Jules un portrait de sa femme et de son fils, et le peintre cherche alors à séduire son ancien modèle. Lorsque Felice apprend qu'Armand, croyant qu'elle a abandonné son fils malade de la peste pour être avec Jules, ne veut plus la voir, elle embrasse son fils avant d'embrasser Jules. Ce dernier meurt, mais la mère et l'enfant guérissent et retrouvent Armand.

## Fiche technique
- Titre original : I Love You
- Titre français : Passiflore
- Réalisation : Walter Edwards
- Scénario : Catherine Carr
- Photographie : Gus Peterson
- Société de production : Triangle Film Corporation
- Société de distribution : Triangle Distributing Corporation
- Pays de production :  États-Unis
- Langue originale : anglais
- Format : noir et blanc — 35 mm — 1,37:1 — Film muet
- Genre : drame
- Durée : 70 minutes
- Date de sortie :
  - États-Unis : 13 janvier 1918
- Licence : Domaine public

## Distribution
- Alma Rubens : Felice
- John Lince : Ravello
- Francis McDonald : Jules Mardon
- Wheeler Oakman : Armand de Gautier
- Frederick Vroom : Prince del Chinay
- Lillian Langdon : Princesse del Chinay
- Peaches Jackson : l'enfant